# Il figlio del corsaro rosso (film 1943)
Il figlio del corsaro rosso è un film del 1943, diretto da Marco Elter, tratto dall'omonimo romanzo di Emilio Salgari.

## Trama
Il marchese di Montelimar fa uccidere il Corsaro Rosso e ne rapisce la figlia per sposarla ed ereditarne le cospicue ricchezze. Il conte Enrico di Ventimiglia, figlio del Corsaro Rosso, si allea con i corsari per liberare la giovane. Ma il marchese dispone di un esercito privato a difesa della sua dimora. Respinto una prima volta e costretto ad una rocambolesca fuga, il conte Enrico prepara la sua rivincita.

## Distribuzione
Il film venne distribuito nel circuito cinematografico italiano nel gennaio del 1943.